# Nam Tripura
Huyện South Tripura là một huyện thuộc bang Tripura, Ấn Độ. Thủ phủ huyện South Tripura đóng ở Udaipur. Huyện South Tripura có diện tích 2152 ki lô mét vuông. Đến thời điểm năm 2001, huyện South Tripura có dân số 762565 người.